# Llywelyn ap Merfyn
Llywelyn ap Merfyn (gestorben 942) war König des walisischen Königreichs Powys. Llywelyn war Sohn des  Merfyn ap Rhodri, und Enkel Rhodris des Großen.
Llywelyn verlor den Thron durch Usurpation an seinen Onkel, Cadell ap Rhodri, und seinen Cousin Hywel Dda.
Er hatte eine Tochter und Erbin namens Angharad ferch Llywelyn, die Owen ap Hywel Dda heiratete.